# Ісар (селище)
Іса́р (крим. İsar, з 1950-х по 2023 рік — Ку́йбишеве) — селище в Україні, у складі Ялтинського району Автономної Республіки Крим.
Назва Ісар пов'язана з побудованою тут в XI—XII сторіччях фортецею Учан-Су-Ісар (Зіго-Ісар). В свою чергу, фортеця носить назву найвищого (98 метрів) кримського водоспаду Учан-Су (кримськотатарською — «вода, що летить»).
Руїни стін фортеці видно на самотній скелі посеред лісу на правому березі річки Учан-Су, на кілометр нижче водоспаду, на території дитячого табору «Ісари».
У 2015 році селище було внесено до переліку населених пунктів, які потрібно перейменувати згідно із законом «Про засудження комуністичного та націонал-соціалістичного (нацистського) тоталітарних режимів в Україні та заборону пропаганди їхньої символіки».
12 травня 2016 року постановою Верховної Ради України № 1352-VIII село перейменоване відповідно до вимог закону «Про засудження комуністичного та націонал-соціалістичного (нацистського) тоталітарних режимів в Україні та заборону пропаганди їхньої символіки». Постанова набрала чинности у 2023 році.